# 阿部陽輔
阿部 陽輔（あべ ようすけ、1990年5月24日 - ）は、北海道旭川市生まれの元サッカー選手、サッカー指導者、アマチュアボクサー。ポジションはゴールキーパー。

## 来歴
小学校3年の時よりサッカーを始め、旭川実高を経て、2009年に横浜F・マリノスに入団。しかし、出場機会に恵まれず、3年目の2011年4月、個人的な事情で退団。その後、サッカーから離れていたが、2012年2月、ベガルタ仙台のキャンプに練習生として参加。3月15日、完全移籍で仙台に加入。同年12月19日、ツエーゲン金沢へ完全移籍。
2013年をもって金沢を退団し、タイ王国でトライアウトを受けたが、2014年2月に現役を引退した。
2015年、北海道教育大学に入学。岩見沢校のサッカー部に所属していた。2019年5月に日本サッカー協会ナショナルコーチングスタッフとして選任され、第47回トゥーロン国際大会のU-22日本代表GKコーチに就任した。
また、2015年頃よりボクシングを始めて、2017年には北海道予選を通過して第72回国民体育大会のボクシング北海道代表に選出されたが、競技を問わず元プロ選手はアマチュア大会に出場できないとするボクシング連盟の規約に抵触するため代表を取り消された。2018年12月にキックボクシングのプロライセンスを取得
。2019年、ボクシング連盟の上記の規約が改正されたことを受けて、北海道予選を通過して第74回国民体育大会のボクシングライトヘビー級の北海道代表に選出された。

## 所属クラブ
- 旭川市立永山南小学校[5]
- 2003年 - 2005年 旭川市立永山南中学校[5]
- 2006年 - 2008年 旭川実業高校
- 2009年 - 2011年4月 横浜F・マリノス
- 2012年3月 - 12月 ベガルタ仙台
- 2013年 ツエーゲン金沢
- 2015年 - 2018年 北海道教育大学岩見沢校

## 個人成績
| 国内大会個人成績 | 国内大会個人成績 | 国内大会個人成績 | 国内大会個人成績 | 国内大会個人成績 | 国内大会個人成績 | 国内大会個人成績 | 国内大会個人成績 | 国内大会個人成績 | 国内大会個人成績 | 国内大会個人成績 | 国内大会個人成績 |
| 年度             | クラブ           | 背番号           | リーグ           | リーグ戦         | リーグ戦         | リーグ杯         | リーグ杯         | オープン杯       | オープン杯       | 期間通算         | 期間通算         |
| 年度             | クラブ           | 背番号           | リーグ           | 出場             | 得点             | 出場             | 得点             | 出場             | 得点             | 出場             | 得点             |
| 日本             | 日本             | 日本             | 日本             | リーグ戦         | リーグ戦         | リーグ杯         | リーグ杯         | 天皇杯           | 天皇杯           | 期間通算         | 期間通算         |
| ---------------- | ---------------- | ---------------- | ---------------- | ---------------- | ---------------- | ---------------- | ---------------- | ---------------- | ---------------- | ---------------- | ---------------- |
| 2009             | 横浜FM           | 36               | J1               | 0                | 0                | 0                | 0                | 0                | 0                | 0                | 0                |
| 2010             | 横浜FM           | 36               | J1               | 0                | 0                | 0                | 0                | 0                | 0                | 0                | 0                |
| 2011             | 横浜FM           | 36               | J1               | 0                | 0                | -                | -                | -                | -                | 0                | 0                |
| 2012             | 仙台             | 21               | J1               | 0                | 0                | 0                | 0                | 0                | 0                | 0                | 0                |
| 2013             | 金沢             | 1                | JFL              | 7                | 0                | -                | -                | 1                | 0                | 8                | 0                |
| 通算             | 日本             | 日本             | J1               | 0                | 0                | 0                | 0                | 0                | 0                | 0                | 0                |
| 通算             | 日本             | 日本             | JFL              | 7                | 0                | -                | -                | 1                | 0                | 8                | 0                |
| 総通算           | 総通算           | 総通算           | 総通算           | 7                | 0                | 0                | 0                | 1                | 0                | 8                | 0                |

## アマチュアボクシング成績
- 北海道総合選手権大会 優勝
- 北海道国体予選 優勝
- 全日本社会人大会 優勝